# 上田都史
上田 都史（うえだ とし、1906年(明治39年)9月23日 - 1992年(平成4年)8月30日）は、日本の俳人、小説家。

## 人物・来歴
京都生まれ。美濃の俳人・上田聴秋の孫。本名・馮介。祖父から瓢海の号を与えられたがのち斗志、さらに都史と改める。
東京中学校中退、江田島の海軍兵学校に在籍。尾崎放哉、種田山頭火、荻原井泉水に私淑し、1934年個人誌『純粋』を創刊。放哉や山頭火の評伝を著し、広く世に広める発端を作った。
1948年から1969年まで精神病院駒木野病院に勤務、事務長。辞職後、精神病院の不当拘束を内部告発した『むなしい壁との対話』を刊行。
八王子市西浅川町の金南寺が墓所で、境内に句碑がある。

## 著書
- 『現代俳句の展望』昭森社、1937
- 『古りし我が家 上田都史句集』日本俳句社、1940
- 『喪失 句集』昭森社、1961
- 『証言 句集』昭森社、1962
- 『人間尾崎放哉』昭森社、1963
- 『参加 句集』昭森社、1966
- 『茶の間の博物誌 豊かな生命の讃歌』潮文社、1966
- 『俳人山頭火 その泥酔と流転の生涯』潮文社新書、1967
- 『人間尾崎放哉 脱俗の詩境とその生涯』潮文社新書、1968
- 『性の博物誌 この厳粛なるドラマ』潮文社、1969
- 『むなしい壁との対話 わが精神病院記』刀江書院、1969
- 『小説精神病院』刀江書院、1970
- 『妖怪の話』潮文社、1970
- 『花言葉・愛の言葉 心の扉を開く』潮文社リヴ、1972
- 『放哉の秀句 生死の彼方に』潮文社、1972
- 『妖怪の話 ゆらめく千姿万態』潮文社、1972
- 『現代妖怪学入門』大陸書房、1974
- 『産婆術 上田都史句集』アポロン社、1975
- 『自由律俳句文学史』永田書房、1975
- 『井泉水・放哉・山頭火』永田書房、1976
- 『小説種田山頭火』永田書房、1977
- 『山頭火の秀句 果てもない旅から』潮文社、1977
- 『心の俳句趣味の俳句』潮文社、1979
- 『御馳走さまの歳時記』新評社、1980
- 『放哉・転転漂泊 尾崎放哉の世界』新評社、1980
- 『俳人・滝井孝作』永田書房、1982
- 『芭蕉博物誌』永田書房、1983
- 『近代俳人列伝』全3巻 永田書房、1986-1987
- 『近代俳句文学史』永田書房、1988
- 『定本小説山頭火』永田書房、1988
- 『山頭火の虚像と実像 その名句195句の鑑賞』講談社、1990
- 『放哉漂泊の彼方 人間存在・人間不在の相剋 名句鑑賞103句』講談社、1990
- 『自由律俳句とは何か』講談社、1992

共著
- 『自由律俳句作品史 明治・大正・昭和』永田龍太郎共編 永田書房、1979

## 注
1. ↑  『むなしい壁との対話』
2. ↑  『山頭火の虚像と実像』著者紹介
3. ↑  “日本精神神経学会「精神病院に多発する不祥事件に関連し、全会員に訴える」”. www.arsvi.com. 2024年8月26日閲覧。
4. ↑  “墓所一覧”. www.asahi-net.or.jp. 2024年8月26日閲覧。